# Wolfgang Aßbrock
Wolfgang Aßbrock (* 10. September 1952 in Enger; † 6. Dezember 2007 in Herford) war ein deutscher Politiker (CDU).

## Leben
Aßbrock trat nach der Fachhochschulreife 1971 in den gehobenen Dienst ein und absolvierte eine Beamtenausbildung im gehobenen Verwaltungsdienst. Seinen Abschluss machte er 1974. Danach bekleidete er verschiedene Ämter innerhalb der Stadt Bielefeld.
1992 wurde er Hauptsachbearbeiter der Wirtschaftsförderung in Bielefeld, 1995 Projektleiter bei der Wirtschaftsfördergesellschaft in Bielefeld. Seit 2003 leitete Aßbrock das Technologiezentrum Bielefeld. 
Wolfgang Aßbrock war seit 1969 Mitglied der CDU. Er war über 30 Jahre Mitglied des Stadtrates von Enger, von 1980 bis 2004 Fraktionsvorsitzender der CDU im Stadtrat und fast 20 Jahre lang Vorsitzender im Planungsausschuss des Rates der Stadt Enger. Von 1995 bis 2004 war er Mitglied des Kreistages in Herford. Bis zu seinem Tode war er Mitglied der Landschaftsversammlung Westfalen-Lippe und im Regionalrat Ostwestfalen-Lippe, dessen Vorsitzender er seit 2005 war.
2005 wurde er Mitglied des Landtages Nordrhein-Westfalen. Für den Landtagswahlkreis Herford I wurde er bei der Landtagswahl in Nordrhein-Westfalen 2005 mit 43,3 Prozent der Stimmen gewählt. Er war Mitglied in den Ausschüssen für Bauen und Verkehr sowie für Kommunalpolitik und Verwaltungsstrukturreform des Landtags. Zudem engagierte er sich in ehrenamtlichen Positionen. Sein Nachfolger als Landtagsabgeordneter ist der Minister für Bauen und Verkehr Oliver Wittke (CDU).
Aßbrock war seit 1980 mit Annette Aßbrock, geb. Grottendiek, verheiratet und hatte mit ihr die Töchter Klaudia Friederike (* 1984) und Simone Charlotte (* 1988). Er verstarb am 6. Dezember 2007 nach kurzer schwerer Krankheit.